# Gianina Ernst
Pour les articles homonymes, voir Ernst.
Gianina Ernst, née le 31 décembre 1998 à Samedan, est une sauteuse à ski germano-suisse. Elle se fait remarquer alors qu'elle n'a pas encore 15 ans en montant sur le podium lors de sa toute première compétition de Coupe du monde, à Lillehammer le 7 décembre 2013 : elle est deuxième ex æquo avec Daniela Iraschko, seulement battue par Sara Takanashi, titulaire du Globe de cristal 2013 et grande favorite.

## Biographie
Née le 31 décembre 1998 à Samedan, Gianina Ernst est la fille du sauteur à ski allemand Joachim Ernst (de) et de la fondeuse suisse Cornelia Thomas. Elle a un frère aîné, et quatre sœurs.
Elle commence le saut à ski en Suisse à l'âge de 5 ans, et représente ce pays jusqu'en mai 2013 ; elle est d’ailleurs vice-championne de Suisse en 2011 à l'âge de 12 ans. Ensuite, elle intègre l'équipe allemande, elle se place à la troisième place au Championnat d’Allemagne en 2013. En 2013-2014, elle fait ses études au skiinternat d'Oberstdorf (de), où elle trouve une structure plus professionnelle pour exercer son sport.

## Parcours sportif

### Débuts internationaux
Gianina Ernst commence les compétitions internationales de saut à ski en été 2012 : elle participe à des épreuves « OPA » en Allemagne, Suisse, Slovénie et Autriche. Elle remporte deux concours les 14 et 15 août 2013 à Pöhla, puis fait deuxième du concours de Bischofsgrün le 18 août suivant.

### Coupe continentale
Gianina Ernst saute en Coupe continentale pour la Suisse en mars 2013 à Oberwiesenthal (15e), puis pour l'Allemagne à Lillehammer les 14 et 15 septembre 2013 (9e puis 6e).

### Championnats du monde junior
En 2017, avec Agnes Reisch, Luisa Görlich et Pauline Heßler, elle gagne de nouveau le titre par équipes après 2015 et est quatrième en individuel. 

### Coupe du monde
Gianina Ernst participe pour la première fois à une épreuve de Coupe du monde le 7 décembre 2013 à Lillehammer, lors de l'épreuve inaugurale de la saison 2014. La veille, elle s'est qualifiée pour le concours en étant 13e du concours de qualification remporté par Ema Klinec. Lors de la première manche, Gianina Ernst avec 97,5 mètres est quatrième, à seulement 0,1 point devant Jacqueline Seifriedsberger, et devancée par Ema Klinec, Daniela Iraschko qui fait la plus grande longueur avec 102,5 mètres, et la favorite Sara Takanashi qui la devance de 11,2 points. Lors du deuxième saut, Gianina Ernst n'est devancée que par Takanashi et Carina Vogt, elle devance Seifriedsberger et Iraschko. Pour sa première Coupe du monde, Gianina Ernst crée la surprise, termine sur le podium, deuxième à égalité de points avec Daniela Iraschko, devançant Vogt de 0,7 points.
Lors de la deuxième étape à Hinterzarten le 21 décembre 2013, Gianina Ernst ne confirme pas, mais réussi néanmoins à se qualifier pour le deuxième saut, et termine 29e. Le lendemain, elle fait le saut le plus long de la journée avec 102,5 mètres lors de la première manche, elle est troisième ex æquo avec Taylor Henrich, uniquement devancées par Takanashi et Irina Avvakumova qui finiront aux deux premières places du concours. Son deuxième saut culmine à 94 mètres (12e de la manche), et elle termine finalement septième du concours.
Elle poursuit la saison à Tchaïkovski, puis au Japon à Sapporo et Zaō : elle ne manque pas une seule fois la deuxième manche, ses places vont de 24e à 13e. Gianina Ernst fait ensuite l'impasse sur les autres concours avant les Jeux olympiques de Sotchi. Depuis le début de la saison, elle a marqué 184 points, ce qui la place à la 11e place — et troisième Allemande — lors de l'annonce de la sélection de l'équipe olympique allemande, et toujours à la 15e place à la veille du concours olympique.

### Jeux olympiques
Gianina Ernst, grâce à ses résultats en Coupe du monde 2014, fait partie de la sélection allemande pour aller disputer le tout premier concours olympique féminin de saut à ski. Elle est accompagnée de Carina Vogt, Katharina Althaus et Ulrike Grässler.
Âgée de 15 ans 1 mois et 7 jours à la date de l'ouverture, Gianina Ernst est le participant le plus jeune de ces jeux 2014, tous sports confondus.
Gianina Ernst ne parvient qu'à sauter à 87 mètres lors des entraînements, puis 88 mètres lors du saut d'essai le 11 février 2014 le jour du concours olympique. Elle prend la 27e place de la première manche, puis termine à la 28e place du concours.
En décembre 2018, elle chute en compétition à Notodden et se fait une rupture des ligaments croisés du genou qui la rend indisponible pour toute la saison.

## Palmarès

### Jeux olympiques
| Édition / Épreuve | Individuel |
| ----------------- | ---------- |
| Sotchi 2014       | 28e        |

### Championnats du monde
| Édition / Épreuve | Individuel |
| ----------------- | ---------- |
| Lahti 2017        | 25e        |

### Coupe du monde
- Meilleur classement général : 22e en 2018.
- 1 podium dont 1 deuxième place.

| Saison    | Rang |
| --------- | ---- |
| 2013-2014 | 24e  |
| 2014-2015 | 31e  |
| 2015-2016 | 38e  |
| 2016-2017 | 31e  |
| 2017-2018 | 22e  |

### Championnats du monde junior
| Édition / Épreuve  | Individuel | Par équipes | Par équipes mixtes |
| ------------------ | ---------- | ----------- | ------------------ |
| Val di Fiemme 2014 | 9e         | 4e          |                    |
| Almaty 2015        | 10e        | Or          |                    |
| Park City 2017     | 4e         | Or          |                    |
| Kandersteg 2018    |            |             | Argent             |